# La nota blu
La nota blu (La note bleue) è un film del 1991 diretto da Andrzej Żuławski.

## Trama
1846. In una villa di campagna, George Sand e Fryderyk Chopin trascorrono un'estate come molte altre, assieme a diversi amici, tra cui Delacroix, Turgenev e Dumas figlio. Segretamente, nel corso della giornata, Chopin scopre l'amore della figlia di George, Solange, che non riesce a concretizzarsi, mentre, dalla campagna, ombre misteriose appaiono, e Fryderyk viene lacerato dalla sua malattia perenne, la tisi, che non gli impedisce però di comporre smodatamente per tutto il tempo.